# Christopher Crabbie
Christopher Donald Crabbie, CMG (* 17. Januar 1946) ist ein ehemaliger britischer Diplomat.

## Leben
Christopher Donald Crabbie trat am 17. Januar 1977 in den diplomatischen Dienst (HM Diplomatic Service) ein und fand danach zahlreiche Verwendungen in Auslandsvertretungen sowie im Außenministerium (Foreign and Commonwealth Office). Im Außenministerium war er zwischen 1987 und 1989 zunächst Leiter des Finanzen (Head of Finance Department) sowie im Anschluss von 1989 bis 1990 Leiter des Referats Ressourcenverwaltung (Head of Resource Management Department, Foreign and Commonwealth Office). Im Anschluss war er 1990 kurzzeitig Stellvertretender Ständiger Vertreter bei der Organisation für wirtschaftliche Zusammenarbeit und Entwicklung (OECD) sowie danach zwischen 1990 und 1994 Botschaftsrat für Finanzangelegenheiten an der Botschaft in Frankreich.
1994 löste Crabbie Christopher Battiscombe als Botschafter in Algerien ab und bekleidete dieses Amt bis 1995, woraufhin Peter Marshall seine Nachfolge antrat. Für seine Verdienste wurde er am 1. Januar 1995 Companion des Order of St Michael and St George (CMG). Im Anschluss wurde er 1996 als Nachfolger von Andrew Bache Botschafter in Rumänien und hatte diesen Posten bis zu seiner Ablösung durch Richard Ralph 1999 inne. Zuletzt übernahm er 1999 von Peter Vereker im Range eines Botschafters den Posten als Ständiger Vertreter des Vereinigten Königreichs bei der OECD und übte diese Funktion bis zu seinem Ausscheiden aus dem diplomatischen Dienst 2003 aus, woraufhin David Lyscom sein dortiger Nachfolger wurde.